# Paris-Tours de 2009
A Paris-Tours de 2009 é a edição número 103 da Paris-Tours que se disputou a 11 de outubro de 2009 com uma distância de 230 km. O vencedor final foi o belga Philippe Gilbert da equipa Silence-Lotto, que deste modo ganhava a segunda Paris-Tours de maneira consecutiva. 

## Equipas participantes
Nesta edição tomaram parte 25 equipas e um total de 192 corredores
| - AG2R La Mondiale - Agritubel - Auber 93 - Besson Chaussures-Sojasun - BMC Racing Team - Bouygues Telecom - Bretagne-Schuller - Caisse d'Epargne - Cervélo TestTeam | - Cofidis - Euskaltel-Euskadi - Garmin-Slipstream - Française des Jeux - Lampre-NGC - Landbouwkrediet - Tonissteiner - Quick Step - Rabobank | - Roubaix Lille Métropole - Silence-Lotto - Skil-Shimano - Team Columbia-HTC - Team Katusha - Team Milram - Team Saxo Bank - Vacansoleil |

## Percurso
O percurso de 230 km atravessa os departamentos do Eure e Loir, de Loir-et-Cher e do Indre-et-Loire. A saída faz-se desde Chartres e até km 44, ao chegar a Bonneval, os ciclistas não se reencontram com o traçado habitual. Nos últimos 10 km os ciclistas têm que franquear três pequenas dificuldades montanhosas: a cota da Épan (500 m ao 8 %), a cota de Pont Volando (400 m ao 7 %) e a cota do Pequeno Passo do Âne (500 m ao 7 %). A chegada está situada à avenida de Grammont, de 2.600 m.

## Desenvolvimento da carreira
O primeiro a atacar, ao km 9, é Jonathan Thiré. A ele se acrescentam Martin Elmiger, Cédric Pineau, Matthieu Ladagnous, Damien Gaudin, Jean-Luc Delpech, Matthew Hayman, Aart Vierhouten, Tom Veelers e Lazlo Bodrogi. Este grupo chega a ter uma diferença de até 4'45" de diferença com respeito ao grande grupo.
Devagar o grupo foi recortando a diferença e a faltar cerca 30 km esta se situa ao redor do médio minuto.
A 11 km da chegada Tom Veelers ataca no grupo de escapados, mas tão só a 2 km mais tarde será apanhado por um grupo formado por Greg Van Avermaet, Philippe Gilbert, Tom Boonen e Borut Bozic. Enquanto Van Avermaet se descola diante, pelo detrás ataca Filipo Pozzato, aproveitando o passo pela cota de Pont Volando, mas não poderá contactar com trío de escapados. A 200m da chegada Gilbert lança de sprint, impondo-se por segunda vez consecutivo a Tours.

## Classificação final
| Pos. | Ciclista          | Equipa                | Tempo      |
| ---- | ----------------- | --------------------- | ---------- |
| 1.   | Philippe Gilbert  | Silence-Lotto         | 5h 12' 23" |
| 2.   | Tom Boonen        | Quick Step            | m. t.      |
| 3.   | Borut Bozic       | Vacansoleil           | + 2"       |
| 4.   | Filippo Pozzato   | Team Katusha          | + 16"      |
| 5.   | Óscar Freire      | Rabobank              | m. t.      |
| 6.   | Francesco Gavazzi | Lampre NGC            | m. t.      |
| 7.   | Gerben Löwik      | Vacansoleil           | m. t.      |
| 8.   | Pablo Lastras     | Caisse d'Epargne      | m. t.      |
| 9.   | Martin Reimer     | Cervélo TestTeam      | m. t.      |
| 10.  | Iauhèn Hutaròvitx | La Française des Jeux | m. t.      |